# Histoire de Parme
L'histoire de Parme concerne les événements historiques relatifs à Parme, ville de l'Italie septentrionale.

## Étymologie du nom
Le toponyme du nom proviendrait de noms connus de tribus étrusques « Parmii » ou « Parmnial ».
Selon d'autres chercheurs, le nom dériverait de mot latin parma/parmae, bouclier rond qui rappelle la forme de la cité, certains font observer que ce terme militaire latin était probablement à son tour d'origine étrusque.

## Avant les Romains
Les recherches archéologiques ont confirmé l'hypothèse que Parme (ville de l'actuelle Émilie-Romagne en Italie) a eu une implantation urbaine antérieure à l'installation des Celtes, il est même possible que Parme ait été un centre habité déjà à l'âge du bronze.
L'âge de bronze correspond à l'occupation par l'homme de la plaine parmesane où de nombreux terramares ont été localisés et leur présence est aussi attestée dans le bassin de montagne du Taro qui remonte au paléolithique moyen.
Luigi Malnati, surintendant des biens archéologiques de l'Émilie-Romagne confirme la présence des Étrusques depuis au moins la fin du VIIe siècle av. J.-C. grâce aux fouilles réalisées à Parme et vers Traversetolo et qui ont permis de découvrir des bucchero, vases en céramique noire typiquement étrusques. Parme constituerait une frontière alors que Tite-Live évoque la présence des Étrusques sur le territoire sans nommer Parme.
À la fin de l'âge du fer (IVe siècle av. J.-C.), l'Émilie est occupée par les Anamari, un peuple celte, et la région de Parme, occupée plus particulièrement par les Boïens dont il existe peu de vestiges. Les Boïens ne sont pas des bâtisseurs, ils habitent des villages non fortifiés faciles à déplacer, vivant d'agriculture et d'élevage.

## L'époque romaine
De -225 à 189, les romains envahissent et conquièrent la Gaule cisalpine, qui s'étend dans la plaine du Pô, au nord de l'Italie, conquête ralentie par les invasions d'Hannibal soutenues par les Boïens.
Parme devient en -183 une colonie romaine qui conserve son nom et fait partie avec Rimini de la huitième région ce qui confère à ses habitants les mêmes droits que les habitants de Rome, ils ont les mêmes coutumes, la même langue, les mêmes divinités. Les colons de Parme regroupés en 2 000 familles appartiendraient à la tribu des Pollia, chacune bénéficient d'un lot de terrain à proximité de la via Emilia tracée depuis peu et qui relie Bologne à Plaisance et qui constitue le decumanus de la ville. Le forum romain correspond à l'actuelle Place Garibaldi où le cardo est encore visible avec une orientation nord-sud (via Farini - via Cavour), et le decumanus, avec une orientation est-ouest (via Repubblica - via Mazzini - via D'Azeglio).
Parme se trouve sur une position stratégique à l'intersection de la route est-ouest avec celles préromaines transalpines qui vont de Luni à la mer Tyrrhénienne d'une part, au Pô et à l'Adriatique de l'autre. Tite-Live la cite comme base militaire pour les opérations militaires contre les Ligures.
Durant le IIe siècle av. J.-C., la ville se développe grâce à la fertilité de ses terres qui produisent du blé, de l'orge, du millet. Durant la guerre entre Marc Antoine et Brutus, Parme qui soutient ce dernier est, par punition, saccagée et totalement détruite par l'armée de Marc Antoine en -44. Marc Antoine la reconstruit et place de nombreux vétérans sur le territoire puis en -42, c'est Auguste qui poursuit cette politique afin de créer une classe dirigeante qui lui est favorable. Parme atteint son apogée à l'époque impériale, elle obtient le titre de Julia Augusta Parmensis, pour sa fidélité envers Rome.

## La fin de l'Antiquité et les invasions germaniques
Après avoir connu près de trois siècles de paix et de prospérité grâce à la Pax Romana, la Paix romaine, l'Empire romain est en proie, au IIIe siècle, à une crise à caractère économique et social, qui caractérise la décadence romaine et qui touche aussi Parme et sa région. L'empereur Gratien décide d'implanter, en 377, dans le territoire pratiquement déserté, une tribu de barbares, les Taïfales.
En 452, Parme est saccagée par Attila, les habitants ont le temps de se réfugier dans les Apennins.
Vers 490, Odoacre partage Parme entre ses fidèles, restaurant ou peut être construisant un pont, l'aqueduc et d'autres œuvres qui contribuent à la renaissance de la ville.
Par la suite, la guerre gothique a des conséquences dramatiques sur la démographie, la ville est partiellement détruite par les Goths du roi Totila.
Les Goths chassés, Parme refleurit de nouveau pendant la période byzantine (politiquement 553-568, mais culturellement bien plus longtemps). Avec Théodoric le Grand, elle est alors surnommée Chrysopolis (« cité d'or »), peut être en raison du trésor militaire. Il restaure l'aqueduc romain.
En 570-580, les grandes civitates de l'Émilie dont Parme sont occupées par un autre peuple germanique : les Lombards, lesquels ont envahi l'Italie dès 569. Ils transforment Parme en un centre militaire et administratif administré par un intendant, chef militaire et politique. Diacre, érudit d'origine lombarde du VIIIe siècle, parle d'un duc. Il y a peu d'informations sur l'organisation administrative de Parme sous les Lombards. Parme se signale comme un nœud routier entre la plaine du Pô et les duchés de Tuscia, de Spoleto et de Benevento et entre la côte ligure et l'exarchat de Ravenne.

L'Italie en l'an 1000

Sur la fin du VIe siècle une fille du roi Agilulf qui réside à Parme épouse un noble local, Gudescalco. Une incursion byzantine, forte de nouvelles armées envoyées par l'Empire et conduite par le patricien Gallicino ramène la ville sous le contrôle de l'exarchat de Ravenne pendant que la princesse et Gudescalco sont emprisonnés à Ravenne. Agilulf réussit à reprendre Parme, sa fille rentre pour mourir, peu de temps après, en couches.
Les premiers témoignages certains de la présence d'un évêque à Parme date de 651, après que Brescello, qui est la résidence de l'évêché, soit détruite et que le siège soit transféré à Parme.
Au cours du VIIIe siècle, il y a une reprise économique et démographique favorisée par la stabilisation de la domination lombarde et par la paix relative. De nouvelles installations rurales se créent composées de pauvres maisons autour d'une église, petits bourgs fortifiés et qualifiés de châteaux avec des toponymes d'origine romaine ou germanique conséquence des invasions.
Les ducs lombards sont remplacés par les comtes francs qui répondent en diverses occasions aux appels du pape.
En 779, Charlemagne accorde à l'évêque Widobo (Guidobo 755-795, parent de Charlemagne, selon certains historiens) le pouvoir temporel sur la ville et les territoires limitrophes
À la fin du IXe siècle, l'Italie subit l'invasion des Magyars de Hongrie, peuple nomade, divisés en familles, qui vivent de chasse et pêche et de razzia dans les pays limitrophes. Suivant la Via Emilia, les Hongrois saccagent la région de Parme et ce n'est qu'en 955, qu'ils sont définitivement vaincus par Otton Ier lors de la bataille du Lechfeld
À partir du Xe siècle, les invasions cessent, la population augmente, les communications s'améliorent. Parme continue d'être gouvernée par une longue série de comtes-évêques. De nombreux monastères sont érigés, San Benedetto, San Uldarico (ordre bénédictin), l'église des saints Garvaso et Protaso.
C’est de cette époque que datent les vestiges architecturaux les plus anciens, la cathédrale (il Duomo) construite par l’antipape Honorius II (1061-1064), seigneur de la cité, et le baptistère. Honorius II est évêque de Parme et soutient Henri IV du Saint-Empire et est à l'origine du schisme de Cadalus (du nom de sa famille). Un autre antipape natif de Parme est l’évêque Guibert de Ravenne (1080-1100).

## Parme, commune libre
Parme devient une commune libre au XIIe siècle administrée par un podestat et un capitaine du peuple.
En 1160, Frédéric Barberousse, se réclamant du droit romain, somme les villes lombardes, dont Parme, à la fidélité à l'empereur et la restitution des prérogatives usurpées, il impose un représentant avec Bernardo da Cavriago. La soumission porte inévitablement à la coalition des communes contre l'autorité impériale. En 1164, Parme entre dans la Ligue de Vérone et participe en 1174 à la bataille de Legnano qui signe la défaite de Barberousse. Le 25 juin 1183, elle ratifie le traité de paix de Constance qui lui rend son autonomie.
De 1238 à 1247 la ville perd son autonomie et l'empereur Frédéric II impose des podestats qui lui sont fidèles. En 1247, les guelfes (pro-pape) s'emparent de Parme qui change de camp et s'oppose maintenant à l'empereur. Frédéric II essaie de prendre la ville mais est vaincu à la bataille de Parme en 1248.
En 1303, Ghiberto da Correggio (it) devient seigneur de la cité (officiellement : defensor civitatis) jusqu'en 1316 (avec une interruption en 1308). Les Rossi sont ensuite à la tête de la ville de 1316 à 1334,. Les Scala leur succèdent et restent au pouvoir jusqu'à 1341.
Le 22 septembre 1346, Lucien Visconti acquiert Asti, Locarno et Parme de Obizzo d'Este qui détient Parme deux ans auparavant de Azzo di Correggio. La présence viscontienne dure de 1346 à 1447 interrompue uniquement par Ottobono Terzo de 1404 à 1409.
Les Sforza succèdent aux Visconti.
En 6 juillet 1492, a lieu la bataille du Taro (ou de Fornovo), une des plus grandes et des plus sanguinaires batailles de la renaissance qui oppose Charles VIII, roi de France à la ligue constituée de Venise, Ludovic le More, le pape Alexandre VI et l'Espagne, et qui voit la victoire des Français.
Dès 1499, Louis XII reprend la politique italienne de son prédécesseur. Après avoir conquis le Milanais, il devient maître d'une grande partie de la péninsule.
En 1512 le pape Jules II allié à Venise, l'Angleterre et l'Espagne éloignent Louis XII de la Lombardie et la restituent à Maximilien Sforza, fils de Ludovic le More. Milan et Parme retournent ainsi sous la domination des Sforza.
L'Italie affaiblie par le fractionnement en petits états est toujours la cible des grandes puissances, la France et l'Espagne. En 1515, après la bataille de Marignan, François Ier récupère la Lombardie et Parme.
Le 15 août 1521, l'armée pontificale et espagnole assiège Parme, trois jours après Francesco Guicciardini, gouverneur apostolique prend possession de Parme pour le compte de Léon X, la tentative des Français et des Vénitiens en décembre pour reprendre la ville est un échec.
En 1534, le cardinal Alexandre Farnèse, évêque administrateur de l'église de Parme devient pape avec pour nom Paul III et en décembre son petit-fils Alexandre est nommé évêque de Parme ; ainsi commence le lien de la famille princière d'Orvieto avec la ville de Parme.

## Parme érigé en duché
En 1545 le pape Paul III, né Alexandre Farnèse, crée le duché de Parme pour son fils illégitime Pierre Louis Farnèse, cette famille gouverne le duché jusqu'en 1731. Parme fait appel aux plus grands artistes du niveau du Corrège et du Parmigianino. La magnificence des ducs favorise la création d'œuvres architecturales qui donneront à Parme l'aspect d'une petite mais gracieuse capitale italienne.
Le nouvel État surgi du néant suscite l'hostilité des seigneuries voisines, la famille d'Este de Ferrare et Modène, la famille Gonzague de Mantoue, du pouvoir impérial lui-même et surtout de la noblesse locale. Les Farnèse le gouvernent jusqu'en 1731.
En 1731, le duc Antoine François meurt sans héritier mâle. Élisabeth Farnèse, nièce d'Antoine François et épouse du roi Philippe V d'Espagne, obtient pour son fils Charles (« Carlos » Charles Ier de Bourbon-Anjou (1716-1788), Infant d'Espagne, duc de Parme et Plaisance, puis roi de Naples, puis roi d'Espagne) l'attribution du duché de Parme et Plaisance.
La nouvelle dynastie s'appelle donc Bourbon. Bourbons d'Espagne, qui descendaient pourtant de la famille du Roi soleil : et la femme du deuxième duc, Philippe, est Élisabeth de France, fille ainée de Louis XV.

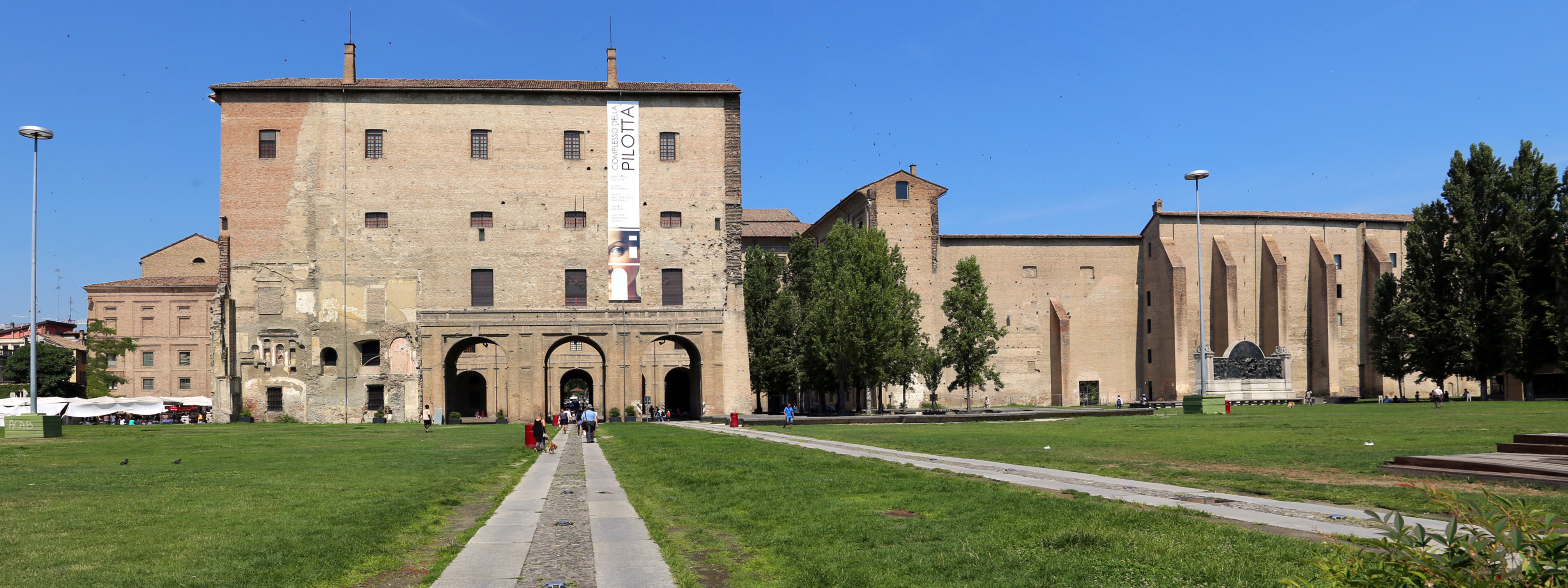
Palazzo della Pilotta à Parme

À la fin de la guerre de succession d'Autriche en 1748 le duché revient aux Bourbons. Philippe Ier de Parme, également fils cadet d'Élisabeth Farnèse est le frère cadet de l'ex-duc Charles Ier mais aussi le gendre du roi de France Louis XV. Servant la réconciliation entre les maisons de Bourbon et de Habsbourg-Lorraine, les deux filles de Philippe Ier font de prestigieux mais malheureux mariages en épousant l'aîné, le futur empereur Joseph II, la cadette, le roi Charles IV d'Espagne.
Philippe Ier crée pour la ville le premier boulevard d'Italie, le Musée archéologique, la nouvelle structure du parc et toute une série de charmants bâtiments, tout arrive de France : 3 000 habitants de Parme sur moins de 40 000 sont français, dont le premier ministre Guillaume Du Tillot et le grand architecte Petitot. Parme devient un phare culturel et la ville comptant, après Paris, le plus grand nombre d'abonnés à l'Encyclopédie de Diderot et d'Alembert.
Le 21 mars 1801, par le traité de Madrid, Napoléon Bonaparte annexe le territoire à la République française qui devient le département du Taro.
Le 11 avril 1814, Bonaparte ayant abdiqué, le traité de Fontainebleau rétablit le duché de Parme, Plaisance et Guastalla qui retrouve ainsi sa pleine souveraineté. Il est mis sous la protection de la Maison de Habsbourg-Lorraine qui le confie à l'épouse de Napoléon et fille de l'empereur François Ier d'Autriche, Marie-Louise d'Autriche. Celle-ci le conserve jusqu'à sa mort en 1847 et « semble avoir gagné le cœur de ses sujets » malgré plusieurs épisodes révolutionnaires (1831, 1847). Il est ensuite restitué aux Bourbons avec Charles II (1847-1849), Charles III (1849-1854) qui meurt assassiné et Robert Ier de Parme (1854-1859) qui règne sous la régence de sa mère Louise d'Artois, petite fille du roi de France Charles X.

## L'Union à l'Italie et leXXesiècle
Le 15 septembre 1859 la dynastie des Bourbons est déchue et Parme incorpore la province de l'Émilie, dirigée par Luigi Carlo Farini. En 1860 par plébiscite, (plébiscite truqué, selon l'opinion de la régente qui protesta) le pays, avec ses 502 000 habitants, intègre le royaume de Sardaigne, et donc le royaume d'Italie. Avec la constitution de l'état unitaire, Parme perd son statut de capitale d'état et devient un simple chef-lieu de province ayant à affronter une forte crise économique et sociale.
Malgré le ralentissement imposé par les crises économiques comme celle de 1908, de la Première Guerre mondiale suivie de mouvements sociaux de l'immédiate après-guerre, l'esprit de renouvellement du nouveau siècle est le moteur de grands changements dans Parme : les vieux bastions sont détruits, le centre urbain se modifie et des édifices élégants et prestigieux sont construits, l'Oltretorrente et les plus importantes artères sont rénovées.

## Le barricate nell'Oltretorrente
À la suite des violences fascistes contre les organisations et les sièges des mouvements ouvriers, l'alliance du travail (organe du front syndical) proclame le 1er août 1922 une grève générale pour « la défense des libertés politiques et syndicales ». Contre la mobilisation des travailleurs, la violence des squadristi fascistes se déchaîne dans toute la péninsule.
L'Alliance du travail suspend la grève le 3 août mais les agressions augmentent et seules quelques villes organisent la résistance contre les actions des chemises noires. Les expéditions punitives ont pour objectif la destruction des cercles, coopératives, syndicats, journaux et administration populaire.
À Parme, seule exception, la grève se développe. La ville devient le théâtre d'une résistance armée contre les squadristi qui après cinq jours de combats se révèle victorieuse. Les travailleurs répondent de manière compacte à la grève et forts de la tradition locale de syndicalisme révolutionnaire, montrent encore une fois leur capacité de mobilisation et de combattivité.
Au début du mois d'août, cent mille fascistes sont mobilisés pour l'expédition sur Parme, venus des communes de la région et des provinces limitrophes, et commandés par Italo Balbo, déjà responsable de telles actions à Ravenne et à Forlì.
La population des quartiers de l'Oltretorrente et de Naviglio répond à l'agression en faisant des barricades, en creusant des tranchées et en organisant une défense dans les maisons et les sièges politiques. Alors qu'au niveau national le front démocratique est battu, à Parme la résistance se fait toujours plus tenace.
Les combats mettent à contribution toute la population et tous les désaccords politiques s'effacent devant l'enjeu des événements. On retrouve côte à côte les arditi del Popolo, les syndicalistes corridoniens, les anarchistes, les communistes et les socialistes, coordonnés par les arditi del popolo, organisation créée par le socialiste Guido Picelli.
Les grévistes de l’Oltretorrente, armés de vieux fusils de 1891 et d'autres armes rudimentaires, combattent derrière des barricades composées de meubles, de charrettes et de tranchées creusées en travers des rues. Ils opposent une importante résistance aux fascistes. Ceux-ci après de nombreuses tentatives pour conquérir les barricades, mènent des actions de représailles détruisant, dans le centre-ville, le cercle des cheminots, les bureaux de nombreux professionnels démocrates et le siège du journal Il Piccolo, de l'Union du Travail et du Parti Populaire.
Les autorités militaires et la préfecture entament des négociations pour mettre fin aux combats. Entre la nuit du 5 et 6 août, les squadristes se démobilisent et abandonnent la ville sans avoir réussi à prendre la zone contrôlée par les antifascistes. Le 6 août, le général Lodomez, commandant militaire de la place, prend les pleins pouvoirs et proclame l'état de siège. Dans la matinée, les soldats, accueillis avec allégresse par la population, entrent dans les quartiers de l'Oltretorrente et du Naviglio.
Pendant l'épisode des barricades, les squadristi comptent trente-neuf morts et cent cinquante blessés dans leurs rangs, contre cinq morts et un nombre inconnu de blessés pour les combattants de l’Oltretorrente.

## Parme pendant les journées de lamarche sur Rome
Le samedi 28 octobre 1922, à peu près deux mille hommes, squadristi des zones rurales et de la ville de Parme, dirigés par Davide Fossa, établissent leur quartier général place Garibaldi. Les troupes sont divisées en trois cohortes qui occupent dès 7 h 30 la préfecture, la commissariat, la gare, la poste et le central téléphonique, sans rencontrer d'opposition. Aux troupes fascistes s'ajoutent les cent soixante camicie azzurre (« chemises bleues ») des Sempre Pronti (« toujours prêts »), la formation militaire des nationalistes.
La ville reste calme bien qu’un ouvrier soit pris à partie, et même l’Oltretorrente, le quartier de la résistance antifasciste, reçoit des ordres des comités ouvriers afin d’éviter tout affrontement. Les ponts qui séparent l’Oltretorrente et le centre historique sont barrés par la troupe et les carabiniers.
Le dimanche 29, le commandement fasciste ordonne la réquisition des automobiles. En fin d’après-midi la nouvelle de la nomination de Mussolini est reçue avec enthousiasme par les fascistes qui organisent un défilé et fêtent la victoire jusque tard dans la nuit. Au cours de la journée le maire de Parme, Amedeo Passerini, se rend auprès du commandement fasciste pour les féliciter et, dans la soirée, il fait afficher un manifeste de soutien.
Le 30 octobre, l’afflux des forces fascistes se poursuit en particulier par un train spécial depuis Fidenza. Un nouveau défilé parcourt la ville, donnant lieu à quelques incidents. Le président des députés provinciaux, membre du parti populaire, Tullio Maestri, rédige à son tour un manifeste de soutien et l’association agraire émet un bulletin où elle revendique le partage de ses idées politiques et celles du fascisme.
Le 31 octobre un défilé est renvoyé au jour suivant par crainte de graves incidents, celui-ci devant cette fois atteindre l’Oltretorrente. Bien que Guido Picelli participe au maintien du calme dans le quartier, il est arrêté avec cinq autres arditi del Popolo et il est blessé par les forces de l’ordre au cours de son arrestation.
La situation s’aggrave, des affrontements armés ont lieu et dans la soirée dans le quartier de la Trinité et la via Nino Bixio, des arditi del popolo tentent de creuser des tranchées et de construire des barricades. L'action prend fin après l’intervention d’un véhicule blindé et douze arditi sont arrêtés.
Un défilé de quatre mille hommes composé notamment de la cavalerie fasciste de San Secondo a lieu le 1er novembre. Il traverse l’Oltretorrente, ce qui finalise l’occupation de la ville.

## Le 8 septembre 1943 à Parme
À la suite de l’armistice de Cassibile le 8 septembre 1943, le 9 débute l’opération militaire allemande « Nordwind » destinée à désarmer et à capturer toutes les unités italiennes. La première opération allemande, dans la province de Parme, est celle réalisée par le colonel Hansen pour s’assurer le contrôle du pont de Casalmaggiore. Par la suite, la même unité occupe la basse vallée de Pô.
Les unités allemandes, contrairement aux italiennes, sont très mobiles et disposent de moyens de combats importants. Pour la conquête de Parme, une colonne des régiments suivants est composée :
- 1er bataillon du 1er régiment grenadier cuirassé SS renforcé de plusieurs pelotons (800 hommes) ;
- 1er groupe du 1er régiment cuirassé SS avec trois bataillons (450 hommes) ;
- 1re compagnie du bataillon de transmissions (150 hommes) ;
- 1er peloton du bataillon antichar équipé de trois chars armés Marder III de 75 mm.

Le commandement militaire présent à Parme sous l’autorité du général Moramarco décide d’accepter la proposition de reddition faite par le colonel allemand Frey, mais le commandement de Plaisance ordonne de résister.
À deux heures, les troupes et les chars allemands encerclent les édifices importants, la citadelle et l’école d’application d’artillerie du jardin ducal. Les officiers et cadets, avant d’être fait prisonniers, résistent à l’attaque allemande, il y a cinq morts et vingt blessés.
Toutes les casernes sont occupées rapidement par les Allemands. L’unique patrouille qui réussit à résister jusqu’à la reddition définitive de la ville est celle qui s’est barricadée dans le palais delle Poste.
L’infanterie écartée, l’unique force valide dans le camp italien est constituée de la colonne de chars armés M 15 et de sept auto-canons (armés de seulement cinq coups), accompagnés d’une colonne de mortiers de douze pièces de 20 mm montés sur des véhicules.
Arrivé à la porte Bixio à 6 h 30, la colonne est prise dans une embuscade par les forces allemandes. Les chars armés et un auto-canon sont bloqués. Trois chars sortent indemnes et réussissent à traverser le pont Umberto et à prendre le Stradone (artère principale de Parme) mais ils sont bloqués par les Allemands via Passo Buole, via Vitali et Barriera Farini. La colonne de mortiers et trois auto-canons arrivent au portail de la Barriera et les trois auto-canons sont détruits par les canons de l’artillerie allemande situés aux portes de la ville et sur les ponts dans leur tentative de bloquer les via Spezia, via Solari et via Caprera. La colonne de mortiers engage une dernière bataille contre les Allemands, réussissant à immobiliser le char Marder.
Les combats cessent à 8 heures après la destruction du camion de munitions. Au cours des combats, six soldats et officiers italiens sont tués.
Les soldats présents dans le Palais du Gouverneur, siège de l’autorité militaire à Parme, sont encerclés par les Allemands. Après avoir tiré quelques coups de fusil et de pistolet par les fenêtres, ils se rendent. C’est ainsi qu’à 9 heures, l’autorité militaire de Parme est prise, ce qui a pour conséquence la reddition de la ville.
La dernière action de désarmement des Allemands est celle contre l’aéroport militaire qui, après 8 heures, est occupé par deux véhicules de la Wehrmacht. Tous les prisonniers italiens sont internés dans la citadelle en attente d’être déportés vers l’Allemagne.
Les troupes italiennes présentes en ville comprenaient 6 000 hommes alors que 7 000 hommes étaient dispersés dans la province, soit un total de 13 000 soldats.
Au total, le 8 septembre, les troupes allemandes opérant dans la zone de Parme se composaient d’à peu près 12 500 hommes.

## La résistance à Parme
La résistance à Parme débute officiellement le 10 septembre quand les dirigeants du parti communiste (avec Remo Polizzi, Luigi Porcari, Giacomo Ferrari, Dante Gorreri, Umberto Ilariuzzi, Virginio Barbieri, Bruno Tanzi) se réunissent et jettent les bases de l’organisation de la résistance armée contre l’occupation nazie.
Le 15 octobre, à l’étude du notaire Giuseppe Micheli, les membres des partis antifascistes (parti communiste, parti socialiste, parti d'action, parti républicain, démocratie chrétienne et parti libéral) donnent naissance au comité de libération nationale (CLN) de Parme.
Les axes routiers et ferroviaires Parme-La Spezia sont contrôlés par des troupes allemandes en raison de leur importance stratégique, ils coupent les Apennins en deux zones (Est Cisa et Ouest Cisa) qui se partagent la résistance.
Les premières bandes de partisans en montagne commencent à se constituer, sous l’autorité de la CNL à l’automne. Le banc d’essai de leur action intervient la veille du 24 décembre 1943 quand une de celles-ci, le détachement Picelli, est victorieux d’un combat contre un détachement fasciste plus important, à Osacca dans le Bardigiano.
Dans la plaine, les SAP (Squadre d’azione patriottica) se créent, destinés au sabotage et au soutien logistique de la résistance ainsi que les GAP (Gruppi d’azione patriottica) pour frapper les ennemis en ville.
Au printemps 1944 le mouvement de la résistance, alimenté surtout par des jeunes réfractaires à l’appel sous les drapeaux dans l’armée de la Rsi, atteint le plus gros de son effectif, au point qu’en juin, les forces des partisans contrôlent des zones entières des Apennins dans la vallée du Ceno et la vallée du Taro qui se déclarent « Territoires libres ».
Après l’occupation de la ville le 9 septembre, les Allemands installent une administration militaire qui est représentée par la Standortkommandatur et la Militarkommandatur. Ils ont la charge du commandement militaire de la place et des activités d’approvisionnement, d’administration et du travail. En ville, le parti fasciste est de nouveau créé, prenant le nom de parti fasciste républicain avec 4 145 inscrits dont 1 600 en armes. Les Allemands doivent rapidement faire face aux attentats et sabotages des partisans en ville et dans toute la province. La répression est confiée à la Feldgendarmerie, le contingent de SS présent en ville comptant à peu près avec mille hommes, et aux forces de la République sociale italienne (RSI) qui se composent de plusieurs unités de la 80e Légion des chemises noires.
En 1944, en remplacement des SS, les SD sont employés, qui sont recrutés dans les effectifs de la brigade « Virginio Gavazzola ». Ils réalisent des opérations répressives avec des exécutions sommaires.
Pendant l’occupation allemande, les persécutions de la communauté juive, à peu près deux cents personnes dans la ville de Parme auxquels il faut ajouter les juifs provenant de la Yougoslavie, débutent et donnent lieu à la déportation en Allemagne. Certains auront la vie sauve grâce à l'aide des partisans. Des centaines de citoyens sont internés dans les prisons avec l’accusation d’aider les « rebelles ». Ils en sont extraits pour être fusillés ou être déportés en Allemagne, ayant de plus, parfois, subi les tortures de la part de la SD.
Pendant les vingt mois d’occupation allemande (septembre 1943 - avril 1945), on dénombre 396 victimes, 267 civils et 130 partisans. Les Allemands participent aussi à la lutte contre la résistance dans les opérations des Apennins.
En juin 1944, une importante opération est lancée pour frapper les bases de la résistance dans les Apennins Tosco-Émiliens. La résistance est alors coordonnée par le CUO (Comando unico operativo). Le 17 octobre une  grosse unité allemande est surprise à Bosco di Corniglio, le Cuo.[pas clair] Les opérations de ratissage se poursuivent jusqu’en janvier 1945 employant jusqu’à vingt mille hommes de la SD et provoquant des combats où chaque mètre est défendu. Les nombreuses arrestations démantèlent le réseau clandestin de la ville et de la plaine parmesane.
En avril 1945 la situation devient très difficile en raison de l’avancée des alliés. Le commandement allemand projette d’appliquer à Parme la technique de la terre brûlée, voulant faire miner et détruire l’aqueduc, la centrale électrique et de gaz. Les négociations avec les autorités italiennes écartent cette éventualité. Les Allemands, à partir d’avril 1945, deviennent plus violents dans leurs représailles.
À la veille de la libération, le mouvement des partisans comprend onze mille hommes incorporés dans cinq unités militaires qui réussissent à organiser un plan insurrectionnel les 25 et 26 avril 1945.
Avec l’arrivée des Alliés, les Allemands et les fascistes abandonnent leurs positions dans une fuite désordonnée, rendue encore plus difficile par les attentats des partisans. Dans leur fuite, ils assassinent en deux jours cinquante-neuf civils dans une petite communauté de paysans dans la zone orientale de la province entre la via Aemilia et le Pô.
Beaucoup de soldats allemands meurent noyés lors du passage du Pô et une partie des troupes fascistes en retraite, restée isolée et dans l’impossibilité de se replier sur Parme, oppose aux alliés et aux partisans, une dernière résistance désespérée entre la zone de Ozzano Taro et de Fornovo (sacca di Fornovo).
Leur résistance est brisée le 29 avril. Les prisonniers allemands et italiens pris par les Alliés à la fin de la bataille de la « sacca » sont au nombre de quinze mille hommes.

## La libération de Parme
Les partisans et les troupes alliées font leur entrée à Parme le matin du 26 avril 1945.
Dans la nuit du 24 avril au 25 avril, le gros des militaires allemands, avec à leur suite les fascistes encore présents en ville, abandonnent Parme, laissant derrière eux un petit groupe de francs-tireurs, dont le rôle est de ralentir l’action des partisans. Les groupes de tireurs d'élite engagent le feu contre les partisans avant d’être délogés. Entre-temps, un long convoi militaire allié d'unités de la 5e Armée US traverse Parme en direction de Milan qui peu de temps après sera libérée.
Le 27 avril 1945, le commissaire provincial du gouvernement militaire allié, le major Bruns, prend ses fonctions notamment en garantissant l’administration de la province en collaboration avec le comité de libération nationale jusqu’au 4 août, date à laquelle l’Émilie est restituée aux autorités italiennes.
Le 9 mai, les brigades de la résistance défilent dans les rues de la ville et devant le parterre d’honneur du commandement de la résistance et des troupes alliées. Au terme de la manifestation, les armes sont consignées et les brigades dissoutes.
Pendant la libération et les jours qui suivent, deux cents personnes compromises avec les Allemands sont exécutées (francs-tireurs, espions, tortionnaires…) par des actes de justice sommaire. La CLN décide, pour éviter les vengeances personnelles et les règlements de compte, la création d’une commission de justice qui s’occupe de punir les fascistes par la voie légale. Beaucoup de fascistes, pour sauver leur vie, se rendent spontanément aux autorités. Selon les données officielles, les prisonniers politiques passent de plus de cinq cents le 27 avril à plus de mille au début de mai.
Le décompte des morts de la résistance est de 1 670 morts dont 339 dans les camps de concentration nazis :
- antifascistes : 49 ;
- partisans : 794 ;
- partisans à l’étranger : 115 ;
- partisans étrangers et inconnus : 18 ;
- militaires : 228 ;
- civils : 425 ;
- non Parmesans, par représailles : 19 ;
- juifs : 22.

Parme reçoit la médaille d’or de la résistance, en hommage aux victimes de la lutte pour la liberté, aux victimes de la déportation et des bombardements. Dix-neuf Parmesans sont reconnus « Justes parmi les nations ».

## Parme et l'Europe
La récente désignation de la ville de Parme comme siège de l'Autorité européenne de sécurité des aliments représente pour beaucoup de citoyens l'occasion d'un retour dans un rôle plus international et prestigieux de l'ancienne petite capitale européenne.